# Политички систем Босне и Херцеговине
Дејтонски мировни споразум којим су посредовале САД, постигнут 21. новембра 1995. године, и који је званично потписан 14. децембра 1995. године, ставио је тачку на најкрвавији сукоб у Европи од Другог светског рата и поново успоставио мир у Босни и Херцеговини.
Споразум је поставио садашњу политичку поделу и структуру власти земље и задужио велики број међународних организација да надгледају, надзиру и спроводе елементе споразума. Упркос дејтонском миру реалност представља тежак изазов. Поставља се питање независности Републике Српске, једног од ентитета Босне и Херцеговине у којој 90% популације чине Срби.
На захтеве Срба за самоопредељење у Босни, муслиманска страна је одговорила све учесталијим захтевима за укидањем Републике Српске. Премијер Републике Српске Милорад Додик је 27. маја 2006. изјавио да би „током расправе о уставним променама могао да инсистира на дефинисању БиХ као федералне државе“.
Један од оснивача Демократске странке, отац председника Србије Бориса Тадића, Љубомир Тадић изјавио је да је то „једини логични след догађаја“. Министар у Влади Републике Србије Ђорђе Мамула, заменик председника Српске радикалне странке Томислав Николић и многи други су такође јавно позвали да се Србима у Републици Српској обезбеди право да одлучују о својој судбини.
Представници Европске уније су поручили да је референдум немогућ, јер се коси са Дејтонским мировним споразумом. Бивши премијер Србије Зоран Ђинђић још 2002. године позвао на „ревизију Дејтонског споразума, уколико дође до независности Косова“.
Пре рата у БиХ, Хрвати су били најмалобројнији од три народа у БиХ; и многи од њих верују да су у постојећој политичкој подели земље остали кратких рукава. У Херцеговини, традиционалном бастиону „тврдог“ хрватства, многи позивају на формирање трећег ентитета. Други Хрвати се, међутим, томе противе и сматрају да БиХ треба да остави иза себе сепаратизам и крене у мултиетничку будућност.
Више од десет година после потписивања Дејтонског мировног споразума нека питања остају неразрешена за многе у Босни. Дејтонским споразумом је обезбеђен мир и успостављени су услови да се земљи омогући да се среди. Наредних 10 година показаће се значајним за будућност Босне, посебно док се суочава са повезаним изазовима економског опоравка, уставне реформе и напорима за даљу интеграцију у Европу кроз чланства у НАТО-у и Европској унији.